# Szent Erzsébet-templom (Pestszentlőrinc)

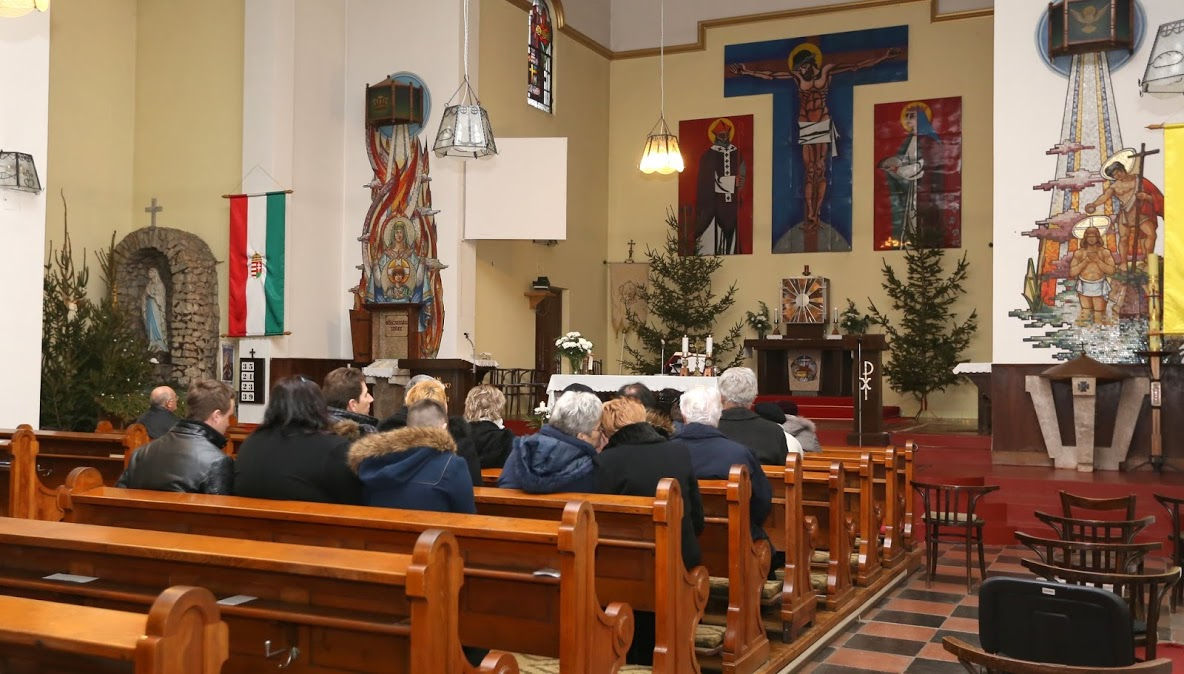
Pestszentlőrinc-Erzsébettelepi Szent Erzsébet-templom

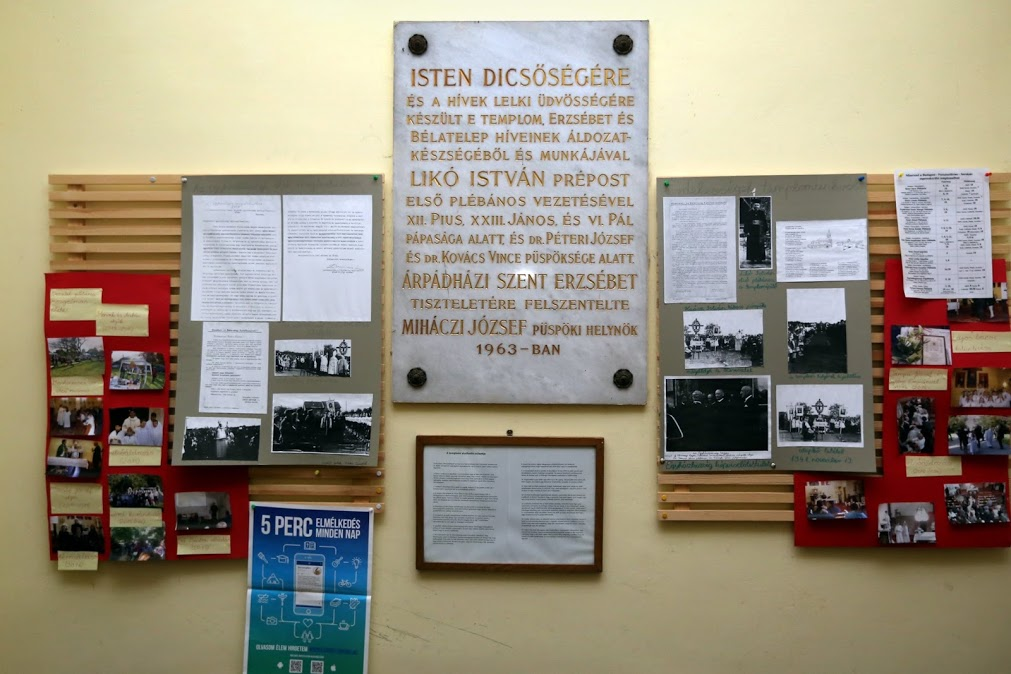
Előtér

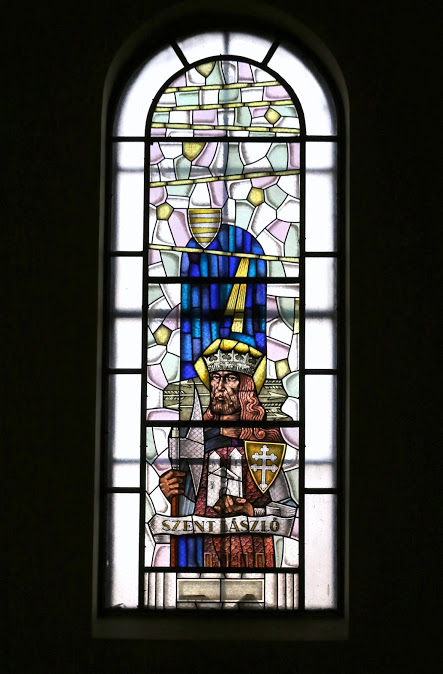
Szent László-ablak (tervezője Csiby Mihály)

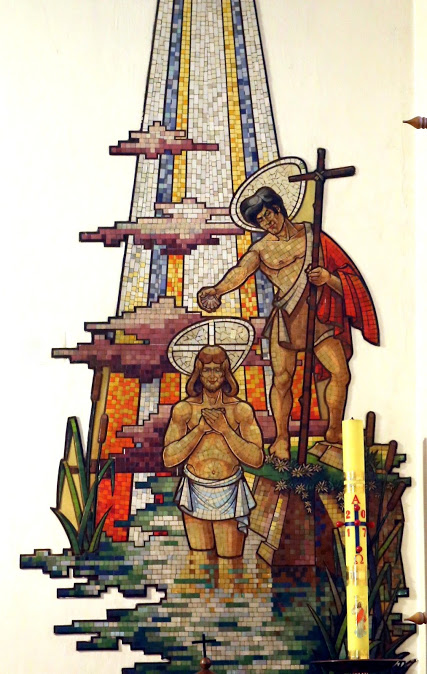
Jézus megkeresztelése mozaik

A budapesti Pestszentlőrinc-Erzsébettelepi Szent Erzsébet-templom 1941 és 1963 között épült. 
Címe: 1183 Budapest, Attila u. 53.

Plébános: Tampu-Ababei József, káplán Lejtényi Emánuel atya.